# 888控股
888控股有限公司（888 Holdings PLC，LSE：888）通常被称为888.com，是一家旗下擁有博彩品牌和博彩网站的上市公司。888的总部位于直布罗陀。它在伦敦证券交易所上市，是富時250指數的成分股之一。